# Up the River
Up the River (deutsch Den Fluss hinauf in der Bedeutung von nicht da, im Gefängnis) ist ein US-amerikanisches Filmdrama von John Ford aus dem Jahr 1930. Dies ist der erste Film der späteren Hollywood-Legenden Spencer Tracy und der zweite von Humphrey Bogart. Es blieb auch der einzige Film, in dem beide zusammen auftraten und für Bogart zudem der einzige Film bei dem John Ford Regie führte. Weitere wichtige Rollen sind mit Claire Luce und Warren Hymer besetzt.

## Handlung
Steve Jordan, ein sanfter junger Mann aus besserem Hause, wird wegen fahrlässiger Tötung zu einer Gefängnisstrafe verurteilt. Im Gefängnis lernt er die Strafgefangenen Saint Louis und Dannemora Dan kennen. Die beiden gutmütigen Berufsverbrecher kümmern sich um ihn. Während seiner Haft verliebt sich Steve in Judy Fields, die im Frauengefängnis einsitzt. Nachdem er seine Strafe verbüßt hat, und auf Bewährung entlassen worden ist, versichert er Judy, dass er auf sie warten werde.
Steve kehrt in seine Heimatstadt nach Neuengland zurück, wo niemand aus seiner Familie und seinem Freundeskreis etwas von seiner Gefängnisstrafe weiß. Geschickt hatte er es so aussehen lassen, als sei er einige Zeit in China gewesen. Das nimmt der Betrüger Frosby, für den Judy Betrügereien begangen hatte und mit dem sie auch liiert war, zum Anlass, Steve zu erpressen. Er droht damit, Steves Vergangenheit und seine Zeit im Gefängnis zu enthüllen, wenn dieser sich weigert, sich an einem Betrug zu beteiligen, der mit Steves Nachbarn zu tun hat. Widerwillig lässt Steve sich darauf ein, als allerdings auch Steves Mutter ein Opfer von Frosby werden soll, weigert er sich.
Da Louis und Dan von Steves Schwierigkeiten gehört haben, brechen sie während der jährlichen Gefängnisshow aus dem Gefängnis aus und helfen ihm, seine Probleme in den Griff zu bekommen, sodass er sein Mädchen heiraten kann. Danach kehren die Ausbrecher wieder ins Gefängnis zurück. Das jährliche Baseballspiel steht an, und das müssen und wollen sie unbedingt gewinnen.

## Produktion

### Veröffentlichung, Hintergrund
Der von der Fox Film Corp. produzierte Film hatte am 10. Oktober 1930 in New York in den Vereinigten Staaten Premiere, am 12. Oktober 1930 kam er dann allgemein in die Kinos. In Irland wurde der Film im Februar 1931, veröffentlicht, in Australien im März 1931, in Japan im Mai 1931 und in Frankreich im Juni 1931. Am 14. Februar 1976 wurde er in Mexiko auf dem John Ford Festival vorgestellt und am 15. November 1983 auf der Cinemateca Portuguesa in Portugal. Veröffentlicht wurde er zudem in Brasilien, Bulgarien, Ungarn, Italien, Polen, Rumänien, in der Sowjetunion, in Spanien und im damaligen Jugoslawien. In Deutschland wurde der Film nicht veröffentlicht.
Spencer Tracy spielte zur selben Zeit in dem erfolgreich am Broadway laufenden Drama The Last Mile und erhielt nur zwei Wochen Urlaub, weshalb der Film zügig abgedreht werden musste. Ford bestand seinerzeit darauf, Tracy zu engagieren, nachdem er ihn in dem Stück gesehen hatte. 28 Jahre später drehten sie zusammen das Politikerdrama Das letzte Hurra. Für Tracy und Bogart sollte es die einzige gemeinsame Arbeit in einem Film bleiben, obwohl sie gute Freunde waren, was teils auch daran lag, dass Bogart bei Warner Bros. unter Vertrag stand und Tracy bei Fox und danach bei MGM. John Ford äußerte über den Film, dass diese unzulängliche, lächerliche, melodramatische Komödie einer der wenigen Filme sei, die er am liebsten vergessen hätte. In einer Biografie über Humphrey Bogart ist über den Film zu lesen, dass man über ihn bestenfalls sagen könne, dass er Bogart zu einer großen, substantiellen, wenngleich nicht sonderlich inspirierenden Rolle verholfen habe.
Für Edythe Chapmann war die Rolle der Mrs. Jordan ihre letzte Filmarbeit. Eigentlich war der Film als Drama gedacht, Ford ließ das Drehbuch jedoch von William Collier junior zu einer Komödie umschreiben. Joan Marie Lawes, die die 8-jährige Tochter des Aufsehers Jean spielte, war im wirklichen Leben die Tochter von Lewis Lawes, eines Aufsehers in Sing Sing.

### Soundtrack
- Up the River (Prison ‘College’ Song) von James F. Hanley und Joseph McCarthy
- Brighten the Corner Where You Are von Charles Gabriel, gespielt von The Brotherhood of Hope Marching Band
- Stars and Stripes Forever von John Philip Sousa, gespielt von der Prison Marching Band Twice
- Girl of My Dreams von Sunny Clapp, gesungen a cappella von einem Off-Screen-Chor
- St. Louis Blues von W. C. Handy, gespielt von der Gefängnisband und Bob Burns mit seiner Bazooka, einem Hillbilly-Musikinstrument
- M-O-T-H-E-R, a Word That Means the World to Me von Theodore Morse und Howard Johnson,
gesungen von Steve Pendleton und anderen im Quartett während der Prison-Show
- Frühlingslied (Spring Song) von Felix Mendelssohn Bartholdy, gespielt während der Prison-Show
- When I Saw Sweet Nellie Home (auch Seeing Nellie Home) von John Fletcher, Frances Kyle und Patrick Gilmore,
gesungen von Leuten auf dem Heuwagen
- The Prisoner’s Song (If I Had the Wings of an Angel) von Guy Massey,
gesungen von den Zwillingen Elizabeth und Helen Keating auf dem Heuwagen
sowie von einem nicht näher bezeichneten Sänger im Radio wiedergegeben
- My Bonnie Lies Over the Ocean, traditioneller schottischer Folksong, gesungen von Leuten auf dem Heuwagen

## Rezeption

### Kritik
Romano Tozzi schrieb in seiner Biografie über Spencer Tracy, dass Up the River zu einem „unerwarteten Hit“ geworden sei und einige Kritiker den Film als „eine der besten Komödien des Jahres“ bezeichnet hätten. Für Spencer Tracy sei dieser Film ein günstiger Start in seine Filmkarriere gewesen.
Der Movie & Video Guide meinte: „Alberne, aber entwaffnend lustige Komödie“.
Halliwell‘s Film Guide urteilte: „Sehr unbedeutende Komödie mit interessantem Vorspann.“
Ohne eine Vorahnung von den zukünftigen Karrieren der drei wichtigsten daran Beteiligten (Ford, Tracy, Bogart) zu haben, befand Variety 1930: „Keine Namen in der Besetzung als Zugpferde…“
Der Kritiker Dennis Schwartz meinte, die Geschichte des Films sei unsinniger Mist, der Film nur im Hinblick darauf etwas wert, dass es das erste Mal gewesen sei, dass Ford mit Spencer Tracy zusammengearbeitet habe, der in seinem ersten Film zu sehen gewesen sei sowie im Hinblick auf die Zusammenarbeit von Tracy und Humphrey Bogart. Bei den Zuschauern, die gerade die Depression durchmachten, sei der Film beliebt gewesen, obwohl die zeitgenössischen Kritiker ihn verrissen hatten. Er selbst, meinte Schwartz, habe es schrecklich gefunden, wie das Leben im Gefängnis dargestellt worden sei.
Derek Winnert hingegen sprach von einem komödiantischen Krimidrama, einer amüsanten Ford-Gefängniskomödie der Juniorenliga, deren Hauptinteresse weniger an der Originalgeschichte von Maurine Dallas Watkins und dem Drehbuch liege, als an der Zusammenarbeit der jungen Schauspieler Spencer Tracy und Humphrey Bogart.
Auf der Seite Frank’s Movie Log ist zu lesen, die Sound-Ära habe zur Nachfrage nach Stars geführt, die in der Lage seien, Dialoge zu führen, weshalb Hollywood sich den Bühnenschauspielern zugewandt habe, um diese Lücke zu schließen. Tracy sei mühelos in der Lage, alle zu bezaubern. Für Fans von Tracy oder Ford lohne es sich auf jeden Fall, nach dem Film zu suchen.
In der New York Times bewertete Mordaunt Hall, der erste angestellte Filmkritiker der Zeitung, den Film. Was auch immer die Meinung zu dem Film sein möge, schrieb der Kritiker, Leichtfertigkeit und Unbekümmertheit in einem Gefängnis darzustellen, für die Tausende, die im Filmtheater dem Film gefolgt seien, sei es immens lustig gewesen. Es gebe eine Reihe geschickt eingefädelter Vorfälle und Dialoge, aber hin und wieder sei die Handlung ehr als nur eine Kleinigkeit zu langsam. Joan Marie Lawes spiele in ihrem Filmdebüt mit beträchtlichem Selbstvertrauen die Rolle der Tochter des Direktors des Bensonata-Gefängnisses. Der größte Anteil des Humors werde jedoch von Spencer Tracy als St. Louis, einem Gefängnisausbrecher, und Warren Hymer als dickköpfiger Sträfling Dannemoara Dan geliefert. Tracy und Hymer seien in ihren Rollen besonders gut, auch Claire Luce spiele die Judy ziemlich überzeugend und Humphrey Bogart sei so effizient wie seine Rolle Steve. Black and Blue lobte Hall für ihren Stepptanz während der Unterhaltungsshow im Gefängnis. Hervorragende Features und messerscharfe Vorführungen, böten sowohl Nervenkitzel als auch Vergnügen.

### Filmtitel, weitere Verfilmung
Als Up the River (oder auch up north) wird in den USA umgangssprachlich ein Gefängnisaufenthalt bezeichnet, weil das berühmte New Yorker Gefängnis Sing Sing flussaufwärts liegt.
Der Regisseur Alfred L. Werker verfilmte den Stoff 1938 unter demselben Titel erneut mit Preston Foster und Arthur Treacher, die in den von Tracy und Hymer verkörperten Rollen besetzt waren sowie Tony Martin in der seinerzeitigen Rolle von Humphrey Bogart.